# Anabantiformes
Gli anabantiformi (Anabantiformes) sono un ordine di pesci ossei d'acqua dolce, appartenenti al gruppo dei Teleostei. L'ordine è stato formalmente proposto nel 2009 e comprende i cosiddetti pesci labirinto, noti per la loro capacità di respirare aria atmosferica grazie a un organo respiratorio accessorio chiamato organo labirintico.
Questi pesci sono diffusi principalmente in Asia e Africa, con alcune specie introdotte in America settentrionale. Comprendono almeno 350 specie, suddivise in tre sottoordini e otto famiglie riconosciute.

## Caratteristiche
Una caratteristica comune agli Anabantiformes è la presenza di denti sul parasfenoide. La famiglia Channidae (teste di serpente) e i membri degli Anabantoidei condividono la presenza dell’organo labirintico: una struttura altamente vascolarizzata derivante dalla modificazione dell’arco branchiale superiore, che consente loro di respirare aria atmosferica.

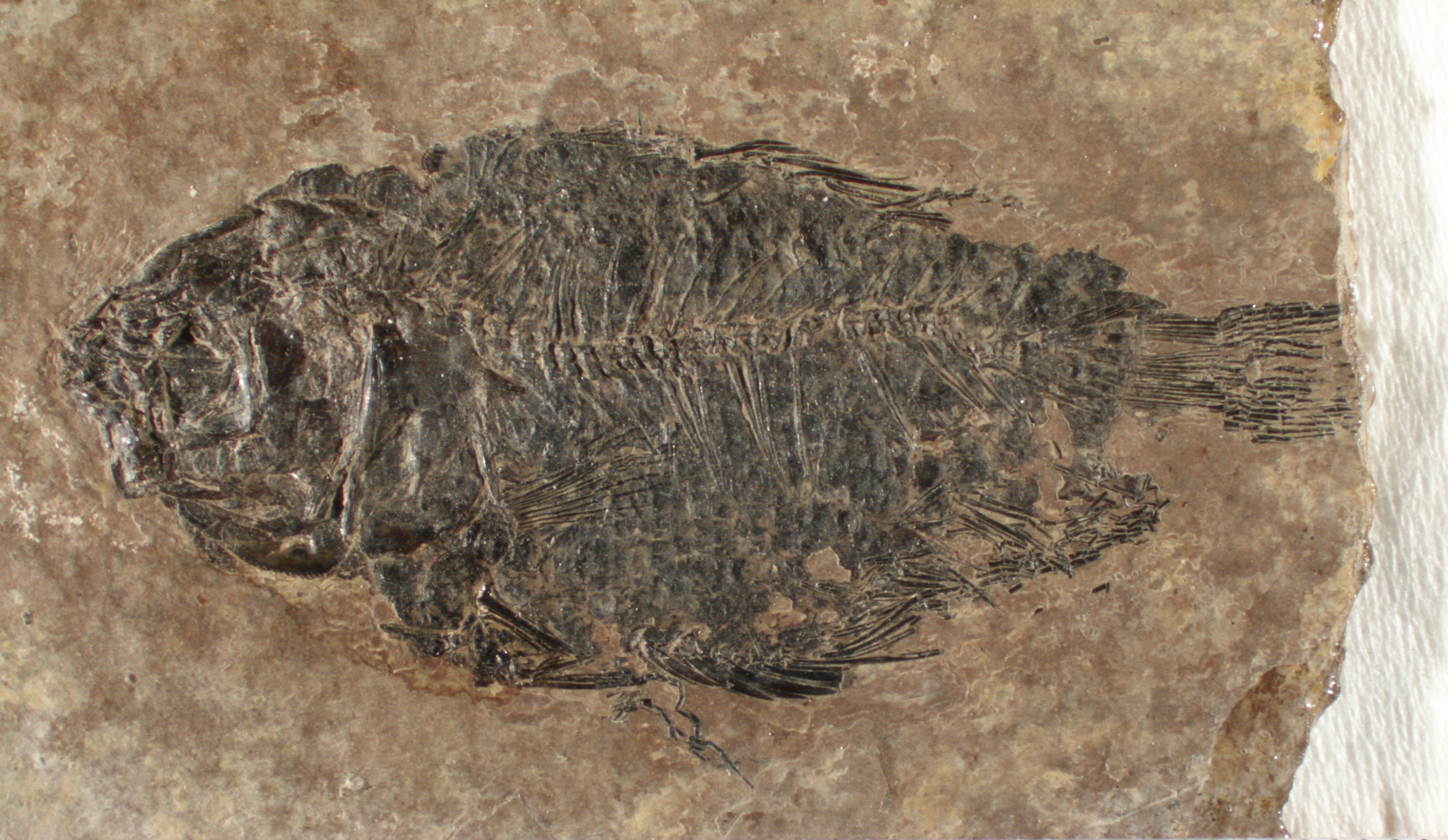
Ombilinichthys yamini, uno dei pochi fossili noti degli Anabantiformes.

Molte specie sono popolari come pesci da acquario, tra cui il celebre Betta splendens (pesce combattente siamese) e diversi gurami. Alcuni rappresentanti di grandi dimensioni, come il gourami gigante (Osphronemus goramy), vengono anche allevati per il consumo umano nei paesi d’origine.

## Tassonomia
L'ordine Anabantiformes è il sister taxon dei Synbranchiformes e insieme formano il clado Anabantaria. Questo clado è imparentato con i Carangiformes, e tutti insieme appartengono a un raggruppamento affine agli Ovalentaria.
All'interno dell'ordine Anabantiformes vi sono tre sottordini e otto famiglie attualmente riconosciute:
- Ordine Anabantiformes
  - Sottordine Anabantoidei Berg, 1940
    - Famiglia Anabantidae Bonaparte, 1831
      - †Eoanabas Wu, Chang, Miao et al., 2016
      - Anabas Cloquet, 1816
      - Ctenopoma Peters, 1844
      - Microctenopoma Norris, 1995
      - Sandelia Castelnau, 1861

    - Famiglia Helostomatidae Gill, 1872
      - Helostoma Cuvier, 1829

    - Famiglia Osphronemidae van der Hoeven, 1832
      - †Ombilinichthys Murray et al., 2015a[9]
      - Sottofamiglia Belontiinae Liem, 1962
        - Belontia Myers, 1923

      - Sottofamiglia Osphroneminae van der Hoeven, 1832
        - Osphronemus Lacepède, 1801

      - Sottofamiglia Luciocephalinae Bleeker, 1852
        - Luciocephalus Bleeker, 1851
        - Sphaerichthys Canestrini, 1860
        - Ctenops McClelland, 1845
        - Parasphaerichthys Prashad & Mukerji, 1929

      - Sottofamiglia Macropodusinae Hoedeman, 1948
        - Trichogaster Bloch & Schneider, 1801
        - Trichopodus Lacepède, 1801
        - Betta Bleeker, 1850
        - Parosphromenus Bleeker, 1877
        - Macropodus Lacepède, 1801
        - Malpulutta Deraniyagala, 1937
        - Pseudosphromenus Bleeker, 1879
        - Trichopsis Canestrini, 1860

  - Sottordine Channoidei Berg, 1940
    - Famiglia Aenigmachannidae Britz et al., 2020
      - Aenigmachanna Britz, Anoop, Dahanukar & Raghavan, 2019[10]

    - Famiglia Channidae Fowler, 1934
      - †Anchichanna Murray & Thewissen, 2008
      - †Eochanna Roe, 1991
      - Parachanna Teugels & Daget, 1984
      - Channa Scopoli, 1777

  - Sottordine Nandoidei Bleeker, 1852
    - Famiglia Nandidae Bleeker, 1852
      - Nandus Valenciennes, 1831

    - Famiglia Badidae Barlow, Liem & Wickler, 1968
      - Badis Bleeker, 1853
      - Dario Kullander & Britz, 2002

    - Famiglia Pristolepididae Regan, 1913
      - ?†Palaeopristolepis Borkar, 1973[11]
      - Pristolepis Jerdon, 1849

Di seguito viene mostrata una filogenesi degli Anabantiformes tratta dal lavoro di Collins et al. (2015), che include i Nandoidei tra gli Anabantiformes:
|  | Pristolepididae                                      |
|  |                                                      |
|  | \| \| Badidae \| \| \| \| \| \| Nandidae \| \| \| \| |
|  |                                                      |
|  | Badidae                                              |
|  |                                                      |
|  | Nandidae                                             |
|  |                                                      |

|  | Badidae  |
|  |          |
|  | Nandidae |
|  |          |

|  | Channidae        |
|  |                  |
|  | Aenigmachannidae |
|  |                  |

|  | Anabantidae                                                      |
|  |                                                                  |
|  | \| \| Helostomatidae \| \| \| \| \| \| Osphronemidae \| \| \| \| |
|  |                                                                  |
|  | Helostomatidae                                                   |
|  |                                                                  |
|  | Osphronemidae                                                    |
|  |                                                                  |

|  | Helostomatidae |
|  |                |
|  | Osphronemidae  |
|  |                |

|  | Anabantidae                                                      |
|  |                                                                  |
|  | \| \| Helostomatidae \| \| \| \| \| \| Osphronemidae \| \| \| \| |
|  |                                                                  |
|  | Helostomatidae                                                   |
|  |                                                                  |
|  | Osphronemidae                                                    |
|  |                                                                  |

|  | Helostomatidae |
|  |                |
|  | Osphronemidae  |
|  |                |

|  | Channidae        |
|  |                  |
|  | Aenigmachannidae |
|  |                  |

|  | Anabantidae                                                      |
|  |                                                                  |
|  | \| \| Helostomatidae \| \| \| \| \| \| Osphronemidae \| \| \| \| |
|  |                                                                  |
|  | Helostomatidae                                                   |
|  |                                                                  |
|  | Osphronemidae                                                    |
|  |                                                                  |

|  | Helostomatidae |
|  |                |
|  | Osphronemidae  |
|  |                |

|  | Anabantidae                                                      |
|  |                                                                  |
|  | \| \| Helostomatidae \| \| \| \| \| \| Osphronemidae \| \| \| \| |
|  |                                                                  |
|  | Helostomatidae                                                   |
|  |                                                                  |
|  | Osphronemidae                                                    |
|  |                                                                  |

|  | Helostomatidae |
|  |                |
|  | Osphronemidae  |
|  |                |

|  | Pristolepididae                                      |
|  |                                                      |
|  | \| \| Badidae \| \| \| \| \| \| Nandidae \| \| \| \| |
|  |                                                      |
|  | Badidae                                              |
|  |                                                      |
|  | Nandidae                                             |
|  |                                                      |

|  | Badidae  |
|  |          |
|  | Nandidae |
|  |          |

|  | Channidae        |
|  |                  |
|  | Aenigmachannidae |
|  |                  |

|  | Anabantidae                                                      |
|  |                                                                  |
|  | \| \| Helostomatidae \| \| \| \| \| \| Osphronemidae \| \| \| \| |
|  |                                                                  |
|  | Helostomatidae                                                   |
|  |                                                                  |
|  | Osphronemidae                                                    |
|  |                                                                  |

|  | Helostomatidae |
|  |                |
|  | Osphronemidae  |
|  |                |

|  | Anabantidae                                                      |
|  |                                                                  |
|  | \| \| Helostomatidae \| \| \| \| \| \| Osphronemidae \| \| \| \| |
|  |                                                                  |
|  | Helostomatidae                                                   |
|  |                                                                  |
|  | Osphronemidae                                                    |
|  |                                                                  |

|  | Helostomatidae |
|  |                |
|  | Osphronemidae  |
|  |                |

|  | Channidae        |
|  |                  |
|  | Aenigmachannidae |
|  |                  |

|  | Anabantidae                                                      |
|  |                                                                  |
|  | \| \| Helostomatidae \| \| \| \| \| \| Osphronemidae \| \| \| \| |
|  |                                                                  |
|  | Helostomatidae                                                   |
|  |                                                                  |
|  | Osphronemidae                                                    |
|  |                                                                  |

|  | Helostomatidae |
|  |                |
|  | Osphronemidae  |
|  |                |

|  | Anabantidae                                                      |
|  |                                                                  |
|  | \| \| Helostomatidae \| \| \| \| \| \| Osphronemidae \| \| \| \| |
|  |                                                                  |
|  | Helostomatidae                                                   |
|  |                                                                  |
|  | Osphronemidae                                                    |
|  |                                                                  |

|  | Helostomatidae |
|  |                |
|  | Osphronemidae  |
|  |                |